# Мікрокосмос (Туровський)
Мікрокосмос (Mikrokosmos) — цикл лютневих п'єс Романа Туровського, що складається з понад 500 п'єс у чотирьох зошитах, написаний упродовж 2000-2010 років. Як і в циклі Бели Бартока п'єси розміщені за принципом підвищення їх складності, але на відміну від Бартока весь цикл Туровського є заснованим на українських архаїчних мелодіях.